# کارکم
الگو:جعبه اطلاعات ترکیه
کارکم، روستایی است از توابع بخش مرکزی شهرستان نکا در استان مازندران ایران.

## جمعیت
این روستا در دهستان پی‌رجه قرار دارد و براساس سرشماری مرکز آمار ایران در سال ۱۳۸۵، جمعیت آن ۳۴۴ نفر (۹۵خانوار) بوده‌است. مردم کارکم از قومیت طبری هستند. مردم کارکم به زبان طبری (مازندرانی) سخن می‌گویند.